# Pietà de Villeneuve-lès-Avignon
La  Pietà de Villeneuve-lès-Avignon (ou Pietà d'Avignon) est un panneau peint au XVe siècle actuellement conservé au musée du Louvre.

## Historique
La localisation d'origine du panneau est inconnue, il est découvert en 1834 par Prosper Mérimée qui occupe alors la fonction d'inspecteur général des Monuments historiques, dans la Collégiale Notre-Dame de Villeneuve-lès-Avignon. Présenté en 1904 à l'exposition des primitifs français, il est acquis en 1905 par la Société des Amis du Louvre, qui le fait entrer au musée du Louvre (inventaire R.F. 1569). Une copie du panneau a, par la suite, été placée dans la Collégiale.
 

## Attribution
Prosper Mérimée y a vu la main de Giovanni Bellini et pour d'autres des maîtres italiens. Après son exposition en 1904, les querelles d'attribution reprennent de plus belle et certains, comme Hulin de Loo ou Bouchot, y voient une école espagnole. Charles Sterling, en 1938, crée le terme de « maître de la Pietà d'Avignon » mais à regret, dit-il alors, car il s'agit selon lui d'un simple « nom de nécessité ». La même année, un certain Marignane attribue la paternité du panneau au peintre Enguerrand Charonton, plus connu sous l'orthographe Enguerrand Quarton mais en se basant sur les résultats de la pseudo-science radiésthésique. En 1959, Sterling démontre l'attribution à Enguerrand Quarton, cette fois-ci en se basant sur la typologie de la disposition des mains, des visages, des plis ou la structure des rochers, en comparaison avec les deux tableaux assurément de la main de Quarton, La Vierge de miséricorde de la famille Cadard et Le Couronnement de la vierge. La plupart des historiens de l'art s'accordent désormais à y voir Enguerrand Quarton, seuls Albert Châtelet et Jacques Thuillier lui refusent encore la paternité de la Pietà, selon Dominique Thiébaut.

## Les personnages

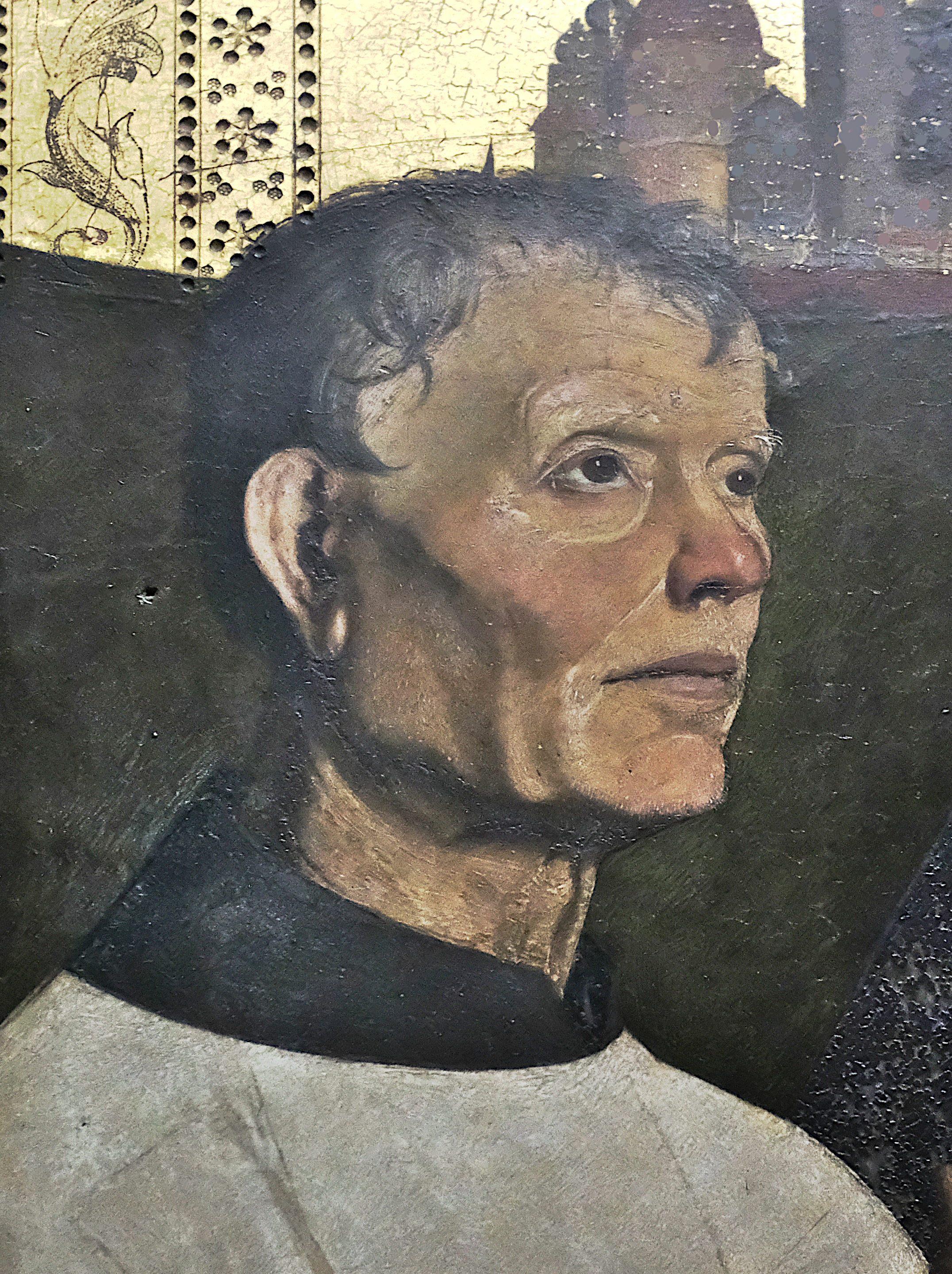
Le donateur.

A gauche du tableau figure le donateur, c'est-à-dire celui qui a commandé l’œuvre et qui l’a payée afin de la donner à un établissement religieux.
La scène religieuse à proprement parler comporte quatre personnages. A droite du donateur, Jean l’évangéliste, l’un des douze apôtres, puis la vierge Marie, Marie-Madelaine et au centre le Christ. Les têtes des trois premiers sont entourées d'auréoles où sont inscrits, en latin, leurs noms.

## Postérité
Le tableau fait partie des « 105 œuvres décisives de la peinture occidentale » constituant le musée imaginaire de Michel Butor.